# محمد محمود زيتون
محمد محمود زيتون (15 يناير 1916 - 24 ديسمبر 1978)، أديب وشاعر ومؤرخ وكاتب موسوعي مصري ولد بمدينة إدكو بالبحيرة.

## حياته
تخرج في آداب القاهرة قسم الفلسفة، أصدر أول ديوان شعر وهو طالب بالثانوية في 1935 وكان بعنوان «جرس المدرسة» وقدمه فخري أبو السعود، وحين كان طالبًا في الجامعة فازت قصيدته «أحلام الربيع» بجائزة الدكتور أحمد أمين عميد كلية الآداب، ونشرت له صحيفة الأهرام قصيدة «على شاطئ الموت» سنة 1938عن نخلة في مقابر بلدته «إدكو». قال عنه العقاد إنه كثير الأخيلة وأثنى إبراهيم ناجي على شعره قائلاً: «لا أجد سوى زيتون لأرشحه للمجد»
في ستينيات القرن العشرين، أصدرت له دار المعارف كتاب «إقليم البحيرة» في ألف صفحة عن تاريخ وأعلام البحيرة، تولى زيتون العديد من المواقع القيادية في الحكم المحلي والثقافة فكان مديرا للعلاقات العامة بمحافظة الإسكندرية ثم وكيلاً لوزارة الشؤون الاجتماعية ثم أمينا عاما للهيئة المحلية لرعاية الفنون والآداب.

## أعماله
من كتبه 
- «أحلام الربيع» في 1969.[3]
- «القباري زاهد الإسكندرية»
- «المرسي أبو العباس»
- «الحافظ السلفي»
- «العرب والصينيون عبر التاريخ»
- «حرائق القاهرة»
- ديوان «أنغام الخريف»
- مسرحية شعرية بعنوان «تحت أسوار الإسكندرية».